# Akustiken
Akustiken är ett musikalbum av Ken Ring från 2013
| Spår | Låttitel              | Producent/er    | Medverkande gäst/er | Tid  |
| ---- | --------------------- | --------------- | ------------------- | ---- |
| 1    | Intro                 | Jesper Welander |                     | 2:13 |
| 2    | Dansa när jag dör     |                 |                     | 2:45 |
| 3    | Själen av en vän      | Jesper Welander | Million Stylez      | 4:41 |
| 4    | Fängelset             |                 | Loulou Lamotte      | 3:04 |
| 5    | Ord till en president | Jesper Welander |                     | 1:12 |
| 6    | Poverty               | Jesper Welander | Lutan Fyah          | 3:13 |
| 7    | Nån dag               | Viktor AX       | Nano                | 4:14 |
| 8    | Till Diana            | Jesper Welander | Marit Bergman       | 4:18 |
| 9    | Du och jag            | Jesper Welander | Linnéa Samia Khalil | 4:47 |
| 10   | Aldrig ensam          |                 | Stina Wäppling      | 2:35 |
| 11   | Instängd              | Jesper Welander | Robert Pettersson   | 3:38 |
| 12   | Må bäst               |                 |                     | 3:06 |